# Twin Lakes (Califórnia)
Twin Lakes é uma Região censo-designada localizada no estado americano da Califórnia, no Condado de Santa Cruz.

## Demografia
Segundo o censo americano de 2000, a sua população era de 5533 habitantes.

## Geografia
De acordo com o United States Census Bureau tem uma área de 3,1 km², dos quais 1,8 km² cobertos por terra e 1,3 km² cobertos por água.

## Localidades na vizinhança
O diagrama seguinte representa as localidades num raio de 8 km ao redor de Twin Lakes.